# ایلیزاروف ۳۷۵۰
سیارک ۳۷۵۰ (به انگلیسی: 3750 Ilizarov، نامگذاری:1982TD1) سه هزار و هفتصد و پنجاهمین سیارک کشف شده‌است که در ۱۴ اکتبر ۱۹۸۲ کشف شد.
قدر مطلق سیارک برابر ۱۱٫۸۰ است.